# Les Eyzies-de-Tayac-Sireuil
Les Eyzies-de-Tayac-Sireuil är en kommun i departementet Dordogne i regionen Nouvelle-Aquitaine i sydvästra Frankrike. Kommunen ligger i kantonen Saint-Cyprien som tillhör arrondissementet Sarlat-la-Canéda. År 2018 hade Les Eyzies-de-Tayac-Sireuil 838 invånare.

## Befolkningsutveckling
Antalet invånare i kommunen Les Eyzies-de-Tayac-Sireuil
Referens:INSEE

## Galleri

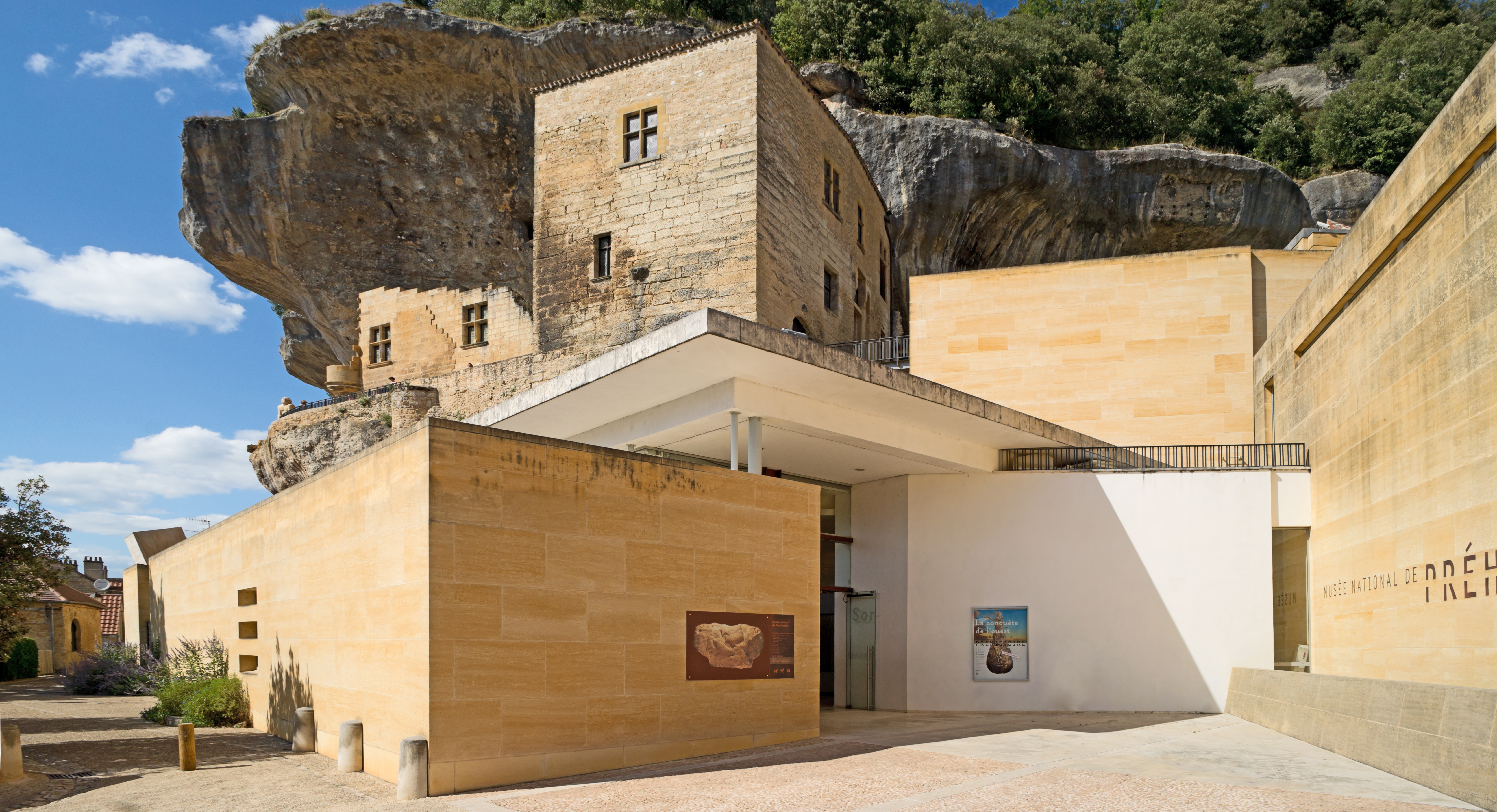
Musée national de Préhistoire
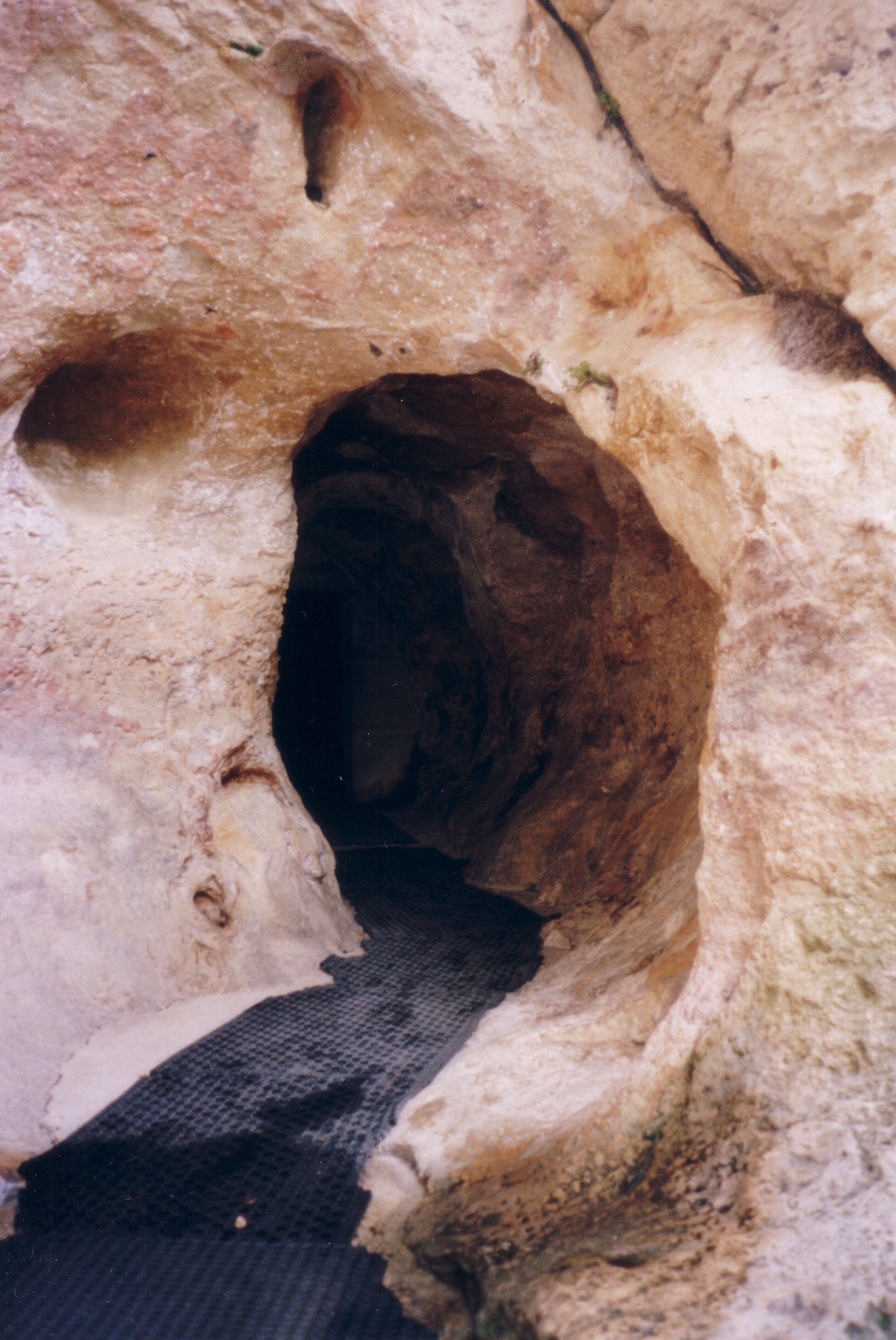
Grotte de Font-de-Gaume
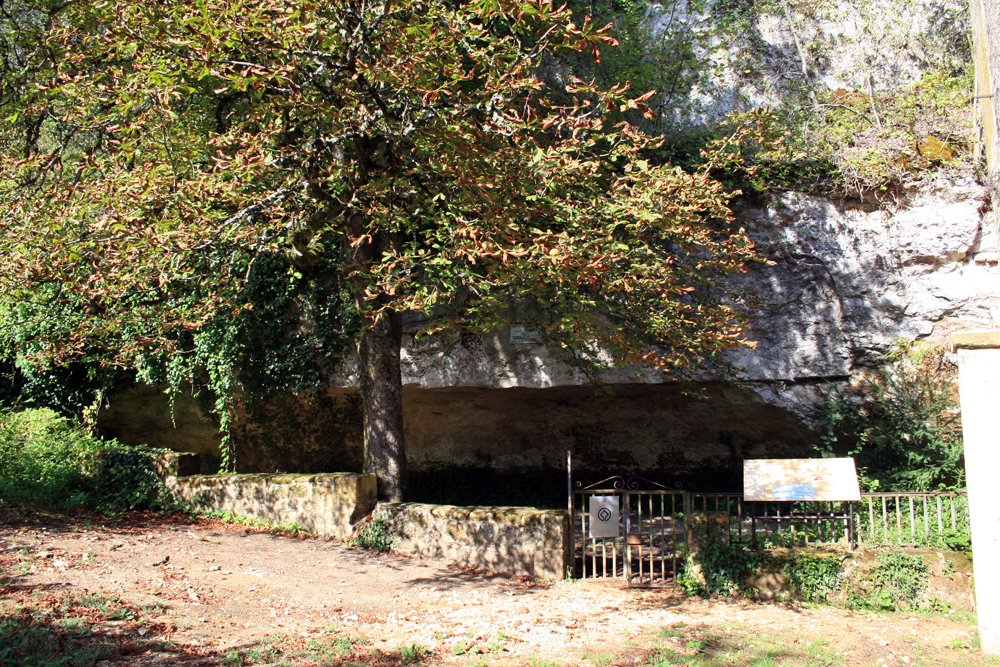
Abri de Cro-Magnon
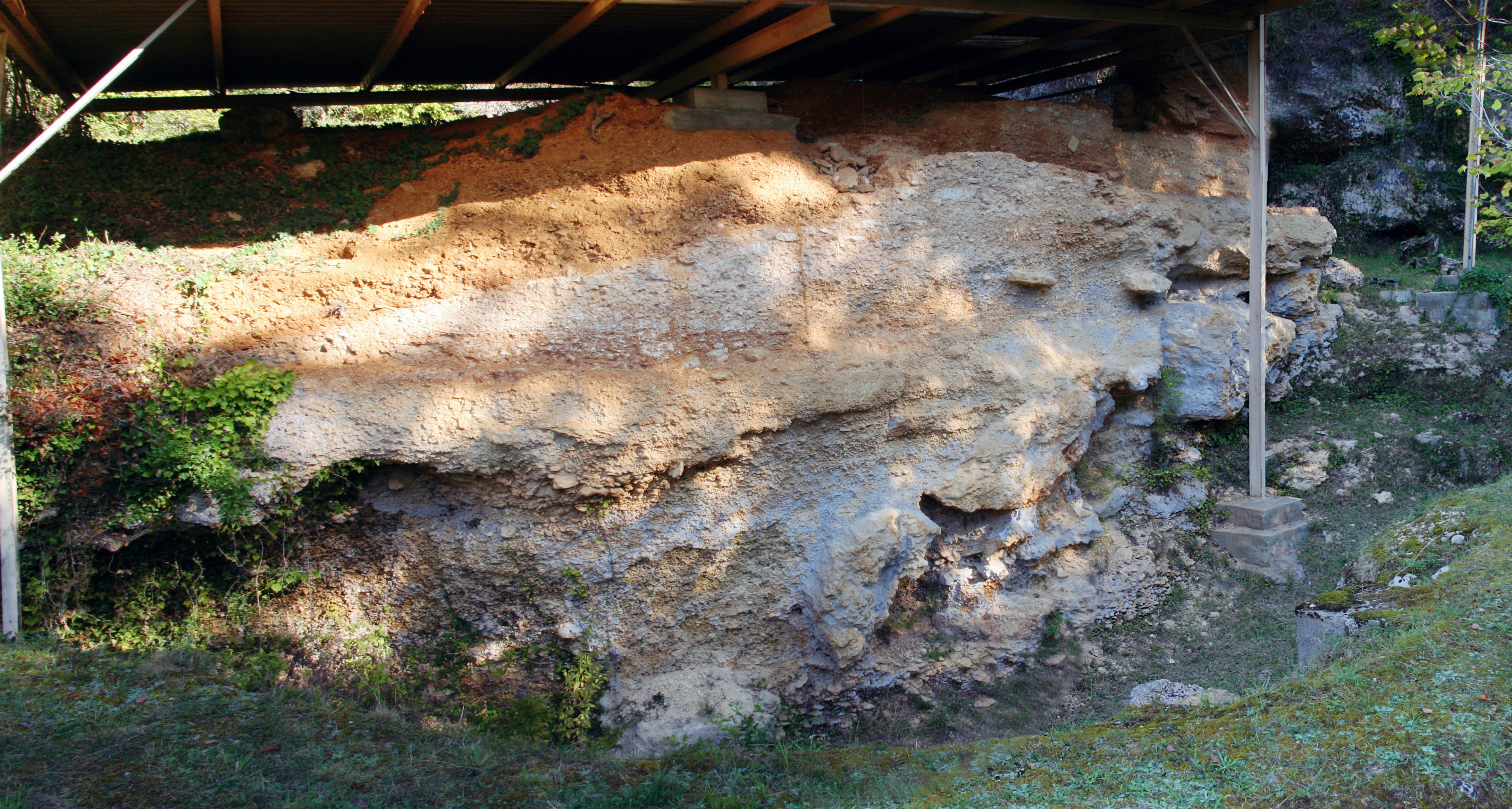
La Micoque
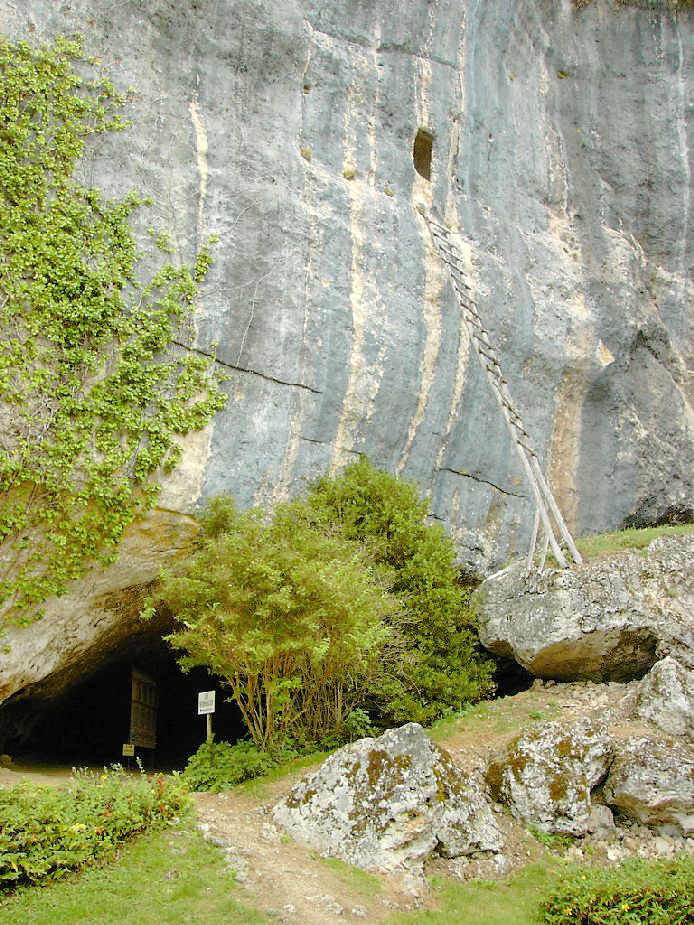
Laugerie-Basse
Abri Pataud
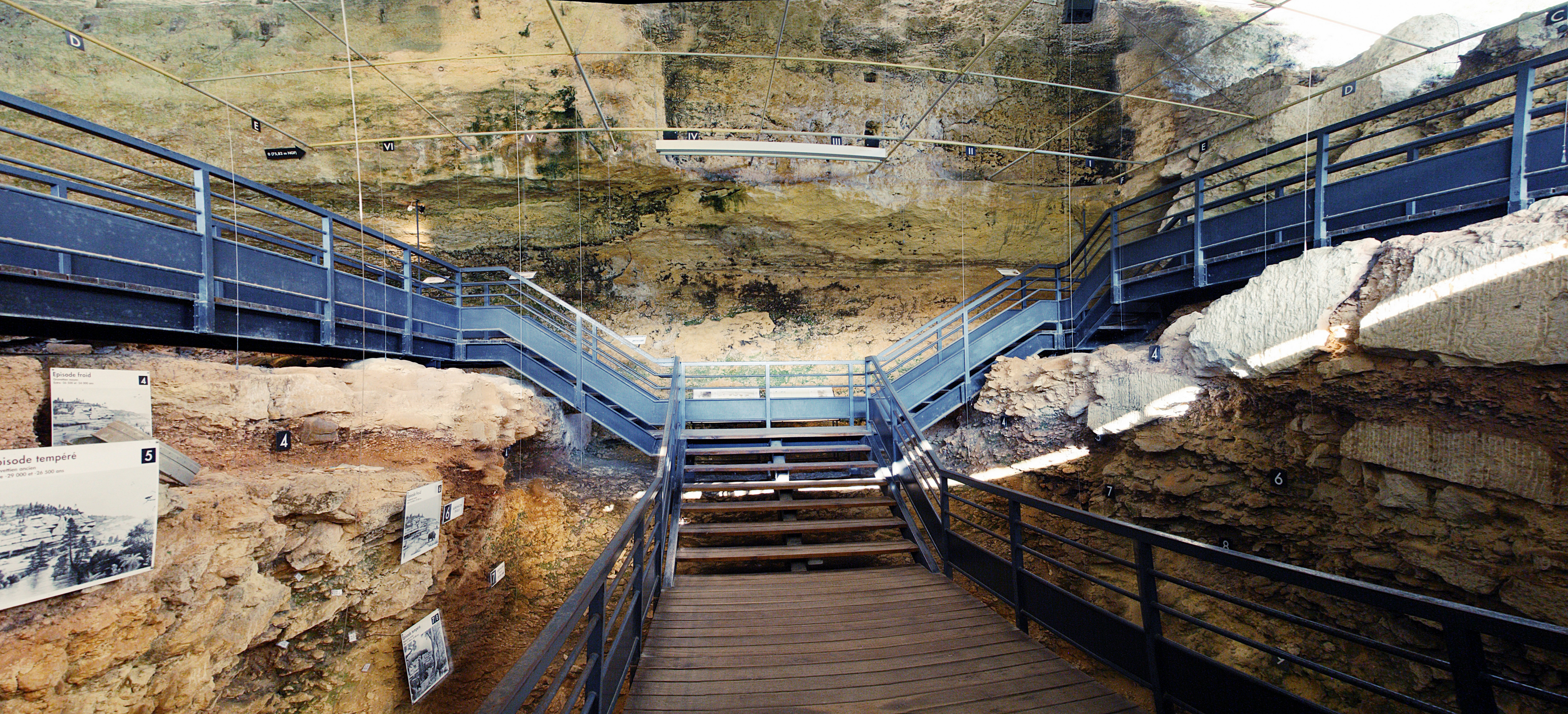
Abri Pataud
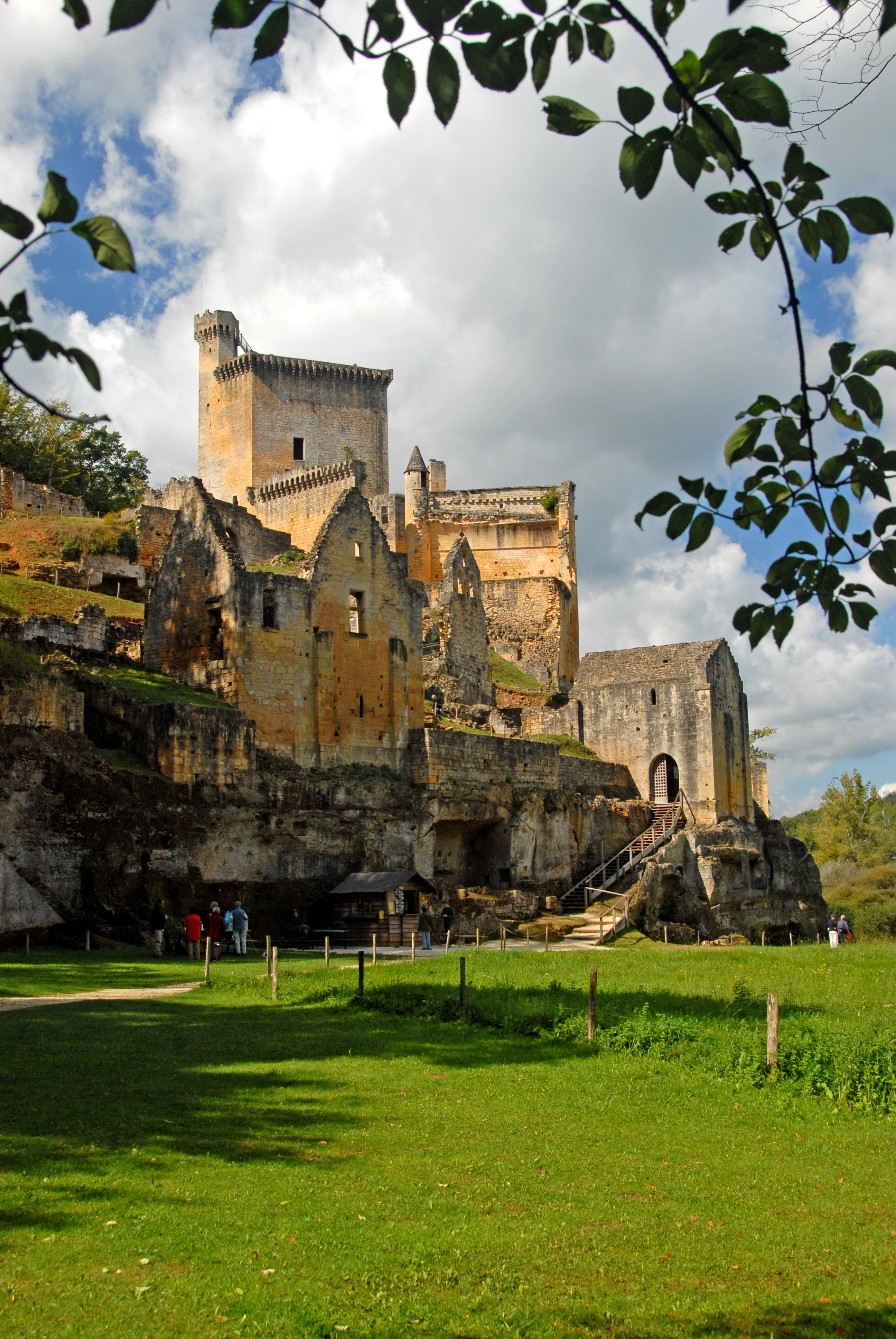
Château de Commarque
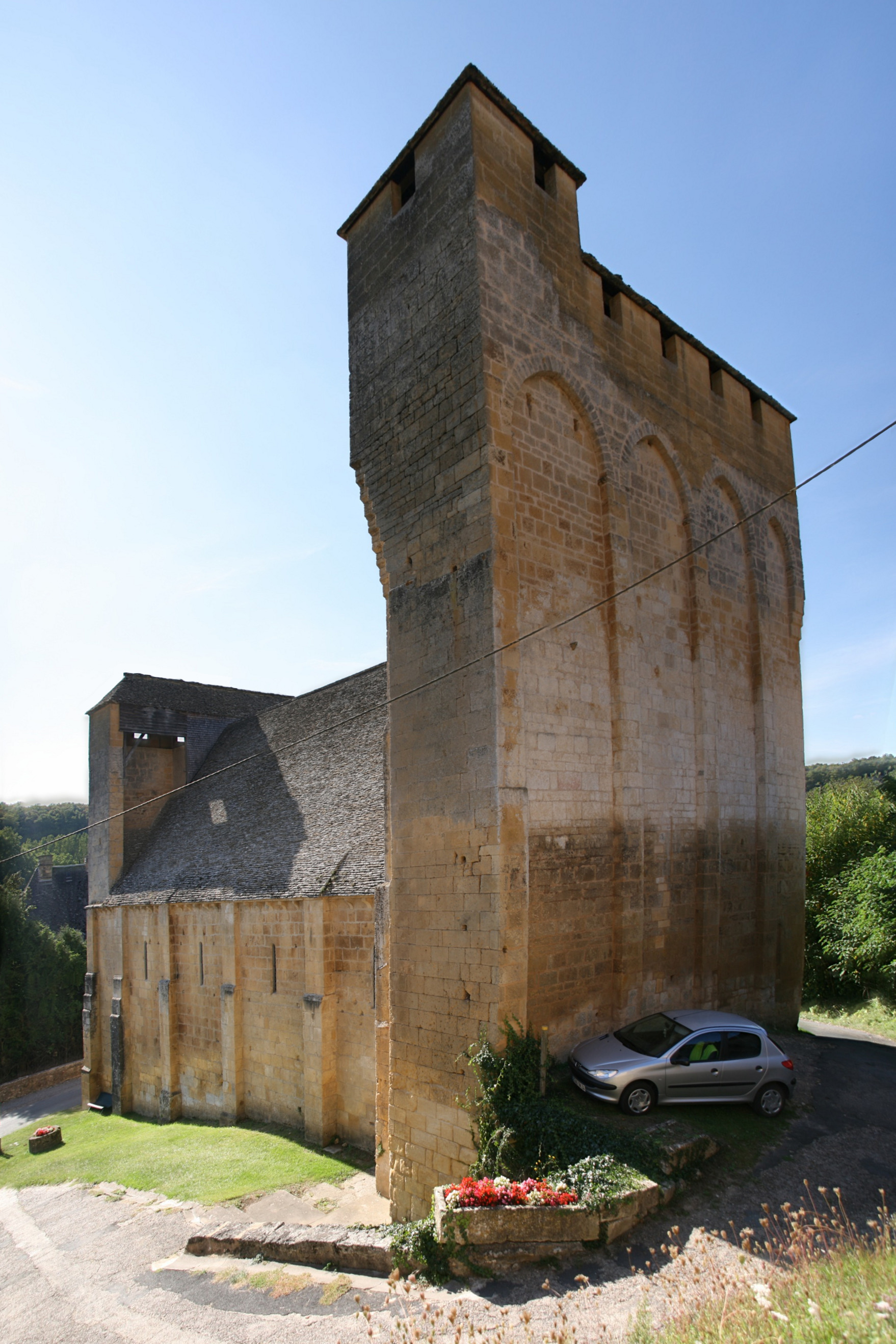
Kyrkan
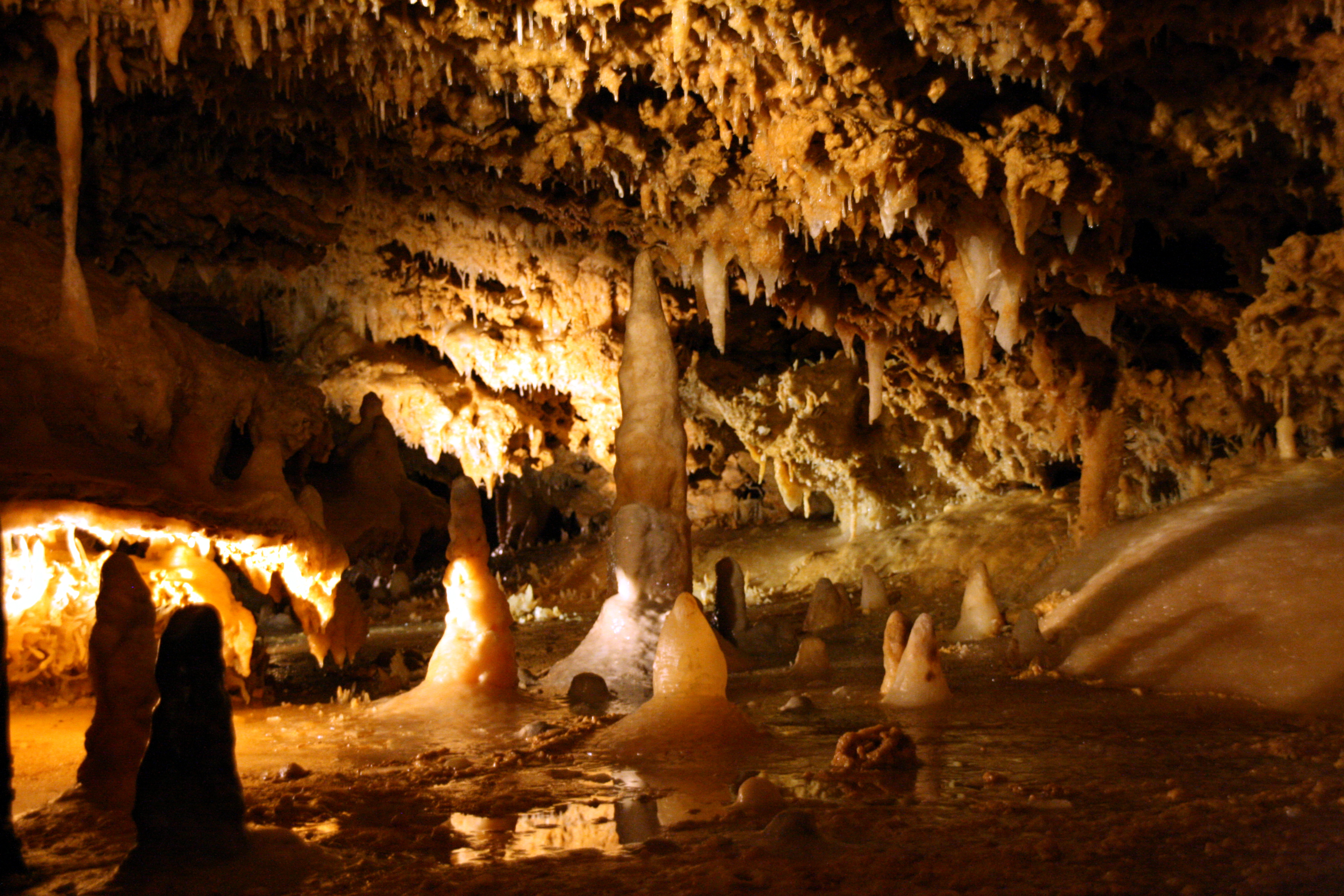
Grotte du Grand Roc
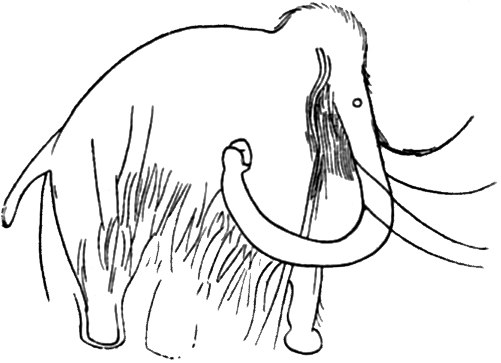
Grottmålningar av mamutar i grotte des Combarelles
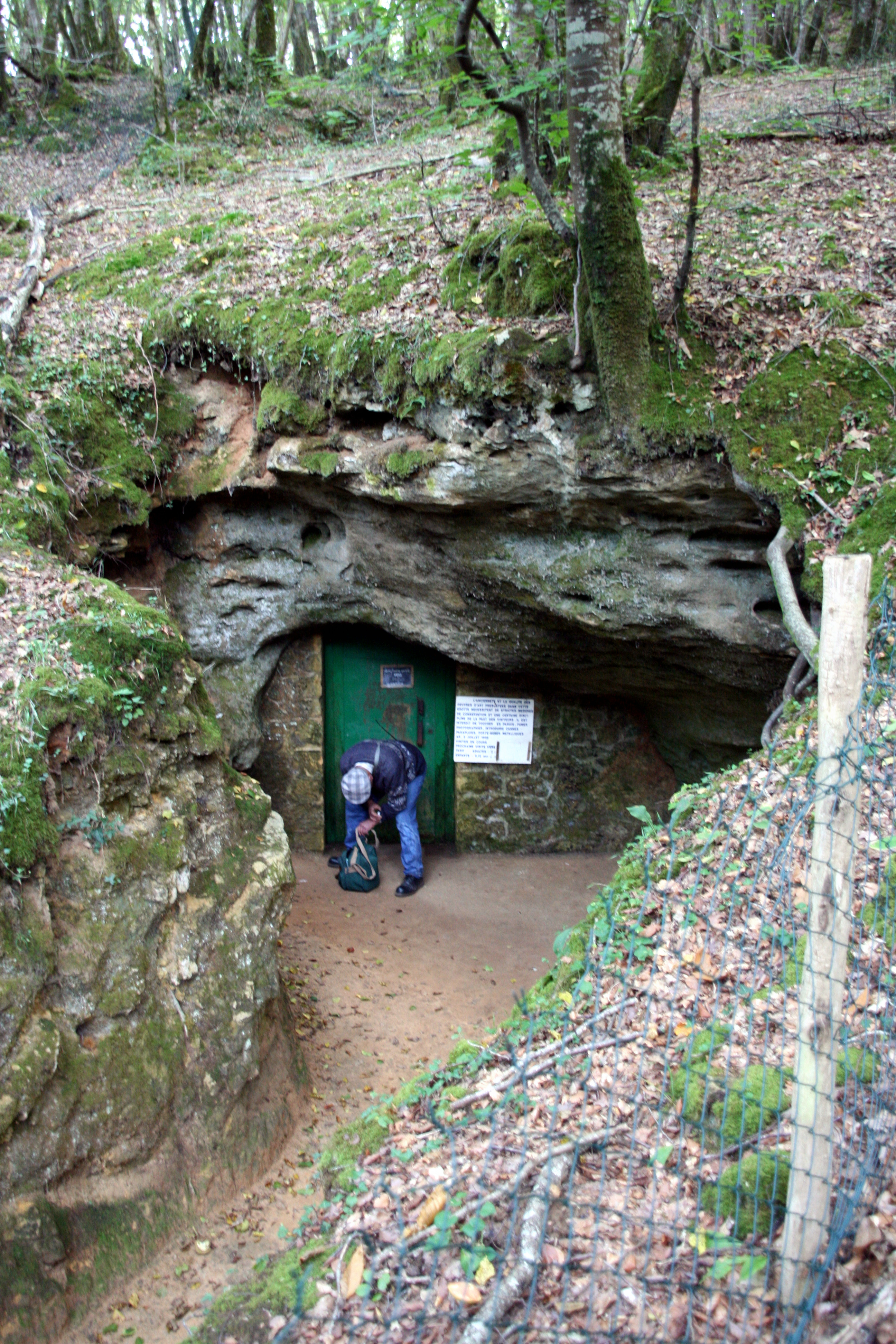
Ingången till grotte de Bernifal